# Lingua yurumangui
Yurumanguí è una lingua estinta della Colombia. È noto solo attraverso una breve lista di parole e frasi registrate da Padre Christoval Romero e da lui date al capitano Sebastián Lanchas de Estrada, che le incluse nel resoconto dei suoi viaggi del 1768. Successivamente la lingua e i suoi parlanti scompaiono dalle fonti storiche.
L'elenco delle parole di padre Romero fu scoperto negli archivi e pubblicato, con analisi e commenti, da Rivet (1942), il quale sostenne che la lingua apparteneva alla famiglia della lingua hokan. Questa affermazione è considerata carente e poco convincente. Una critica giunse da Poser (1992) mentre Swadesh (1963) vide connessioni con le lingue opaye e chamicura (Maipurean). Adelaar nota somiglianze con la lingua esmeralda (Takame). Tuttavia, è generalmente considerata non classificabile a causa della scarsità di dati. 
Loukotka (1968) includeva un certo numero di lingue presunte della stessa regione in un ceppo Yurimangui nella sua classificazione linguistica. Queste sono "Timba, Lili" (a Calí), "Yolo/Paripazo, Jamundi," e "Puscajae/Pile". Tuttavia, egli nota che non si sa nulla di nessuna di queste.